# Jołkin
Jołkin (ros. Ёлкин) – chutor w Rosji, w obwodzie rostowskim, w rejonie bagajewskim. W 2010 liczył 3220 mieszkańców.